# Liga Nacional de Fútbol de Fiyi 2021
La Liga Nacional de Fútbol de Fiyi 2021 fue la edición número 45 de la Liga Nacional de Fútbol de Fiyi. La temporada comenzó el 5 de marzo y culminó el 18 de diciembre.

## Formato
Los ocho equipos participantes jugaron entre sí todos contra todos totalizando 14 partidos cada equipo; al término los primeros dos se clasificaron a la Liga de Campeones de la OFC 2022, mientras que el último de la clasificación descendió a la Segunda División de Fiyi 2022. Sin embargo, debido a la expansión a 10 equipos el club permaneció.

## Equipos participantes
| Pos.   | Equipo     | Ciudad   | Estadio             | Capacidad |
| ------ | ---------- | -------- | ------------------- | --------- |
| 1      | Suva FC    | Suva     | National Stadium    | 10000     |
| 2      | Rewa FC    | Rewa     | Ratu Cakobau Park   | 12000     |
| 3      | Ba FC      | Ba       | Govind Park         | 13500     |
| 4      | Nadi FC    | Nadi     | Prince Charles Park | 18000     |
| 5      | Labasa FC  | Labasa   | Subrail Park        | 10000     |
| 6      | Lautoka FC | Lautoka  | Churchill Park      | 18000     |
| 7      | Navua FC   | Navua    | Thomson Park        | 1000      |
| 1 (SD) | Nadroga FC | Sigatoka | Lawaqa Park         | 12000     |

### Ascensos y descensos
| Pos. | Ascendido de la Segunda División 2020 |
| ---- | ------------------------------------- |
| 1    | Nadroga FC                            |

| Pos. | Descendido de la Liga Nacional 2020 |
| ---- | ----------------------------------- |
| 8    | Nasinu FC                           |

## Tabla de posiciones
Actualizado el 19 de diciembre de 2021.
| Pos. | Equipo         | PJ | PG | PE | PP | GF | GC | DG  | Pts. | Clasificado a                    |
| ---- | -------------- | -- | -- | -- | -- | -- | -- | --- | ---- | -------------------------------- |
| 1    | Lautoka FC (C) | 14 | 9  | 3  | 2  | 22 | 11 | +11 | 30   | Campeón y Liga de Campeones 2022 |
| 2    | Rewa FC        | 14 | 7  | 4  | 3  | 20 | 11 | +9  | 25   | Liga de Campeones 2022           |
| 3    | Ba FC          | 14 | 6  | 4  | 4  | 22 | 11 | +11 | 22   |                                  |
| 4    | Suva FC        | 14 | 6  | 3  | 5  | 16 | 11 | +5  | 21   |                                  |
| 5    | Labasa FC      | 14 | 4  | 7  | 3  | 9  | 12 | -3  | 19   |                                  |
| 6    | Nadi FC        | 14 | 3  | 6  | 5  | 14 | 24 | -10 | 15   |                                  |
| 7    | Navua FC       | 14 | 2  | 3  | 9  | 10 | 21 | -11 | 9    |                                  |
| 8    | Nadroga FC     | 14 | 1  | 6  | 7  | 10 | 22 | -12 | 9    |                                  |